# Clostridium perenne
Clostridium perenne  è una specie di batterio appartenente alla famiglia delle Clostridiaceae.